# Kitunto
Kitunto /od Gyit'endâ, =people of the stockaded town/, jedno od plemena ili skupina Tsimshian Indijanaca, porodica chimmesyan, koji su živjeli u istoimenom gradu kod ušća rijeke Skeena u kanadskoj provinciji Britanska Kolumbija. Bili su srodni skupini Kishpachlaots iz Metlakatle.